# 埃利夫卡
50°43′38″N 29°11′2″E / 50.72722°N 29.18389°E
埃利夫卡（烏克蘭語：Єлівка），是烏克蘭北部的村莊，隸屬日托米爾州的科羅斯滕區。該村始建於1780年，面積0.39平方公里，海拔高度153米，2001年人口63，人口密度每平方公里163.21人。